# Kurita Water Industries
Kurita Water Industries Ltd. (in giapponese "栗田工業株式会社") è un'azienda giapponese che produce prodotti chimici, impianti e servizi per il trattamento e la purificazione delle acque.

## Storia
La società fu fondada da Haruo Kurita, che in precedenza aveva servito la marina giapponese, nel 1949. Durante gli anni 1950 la Kurita Water Industries espanse il suo portfolio e iniziò il business della fornitura di impianti, prodotti chimici per il lavaggio (Kurita Engineering Co., Ltd.) e per i servizi di manutenzione.
Negli anni 1960, l'azienda entrò nel mercato dei trattamenti per processo, specialmente nel mercato delle cartiere, del petrolchimico e delle acciaierie. 
Dalla metà degli anni 1970 ad oggi ha fondato 14 divisioni e società affiliate in tutto il mondo. Dal 2003 è nella lista del "Nature Stock Index" .